# Asperger Straße 37 (Ludwigsburg)
Das Haus Asperger Straße 37 in Ludwigsburg ist ein neogotisches Gebäude. Es dient als Versammlungsstätte einer Freimaurerloge und steht unter Denkmalschutz.

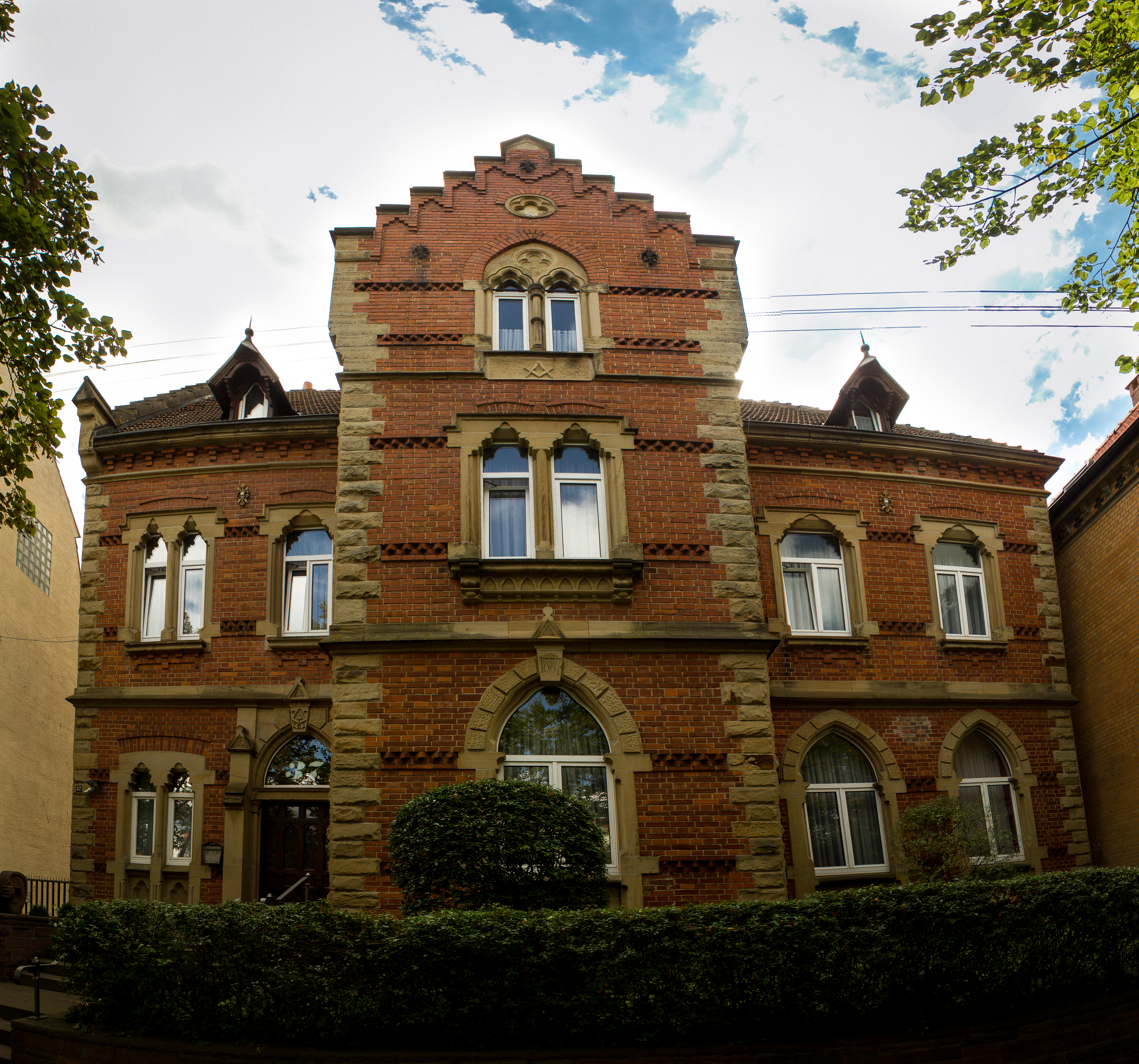
Haus Asperger Str. 37, Ludwigsburg, ehemalige Versammlungsstätte der Freimaurerloge Johannes zum wiedererbauten Tempel.

## Beschreibung und Geschichte
Der Architekt Albert Bauder entwarf 1887 das Gebäude als Versammlungsstätte der Freimaurerloge Johannes zum wiedererbauten Tempel. Der Backsteinbau mit Werksteinsockel und -rahmengliederung weist gotisierende Elemente auf. Auf der Ostseite befindet sich ein Mittelrisalit mit Staffelgiebel. Feste Teile der ursprünglichen Innenausstattung sind erhalten geblieben. Das Haus enthält im Erdgeschoss einen Bankettsaal. Dieser wird unter anderem für öffentliche Veranstaltungen genutzt. Im ersten Obergeschoss befindet sich der sogenannte Tempel, der Versammlungsraum der Logenbrüder.
Die Ludwigsburger Loge wurde 1855 unter der Großloge Zur Sonne in Bayreuth gestiftet. Sie hat die Matrikelnummer 369. Zu den Mitgliedern der Loge gehörten unter anderem der Orgelbauer Oscar Walcker, der 1897 aufgenommen wurde, und der Schriftsteller und Verleger Gottfried Josef Gabriel Findel, der 1898 zu den Ludwigsburger Logenbrüdern gehörte.
Die Ludwigsburger Logenbrüder führten eigenhändig die Maurer- und Steinhauerarbeiten an ihrem neuen Quartier aus, das 1888 eingeweiht werden konnte. Sie nutzten es bis zum 20. April 1933, an dem ihre Loge gewaltsam aufgelöst wurde. Zwei Jahre später ging das Gebäude in den Besitz der Stadt Ludwigsburg über. Bis 1945 nutzte die SA das Logengebäude, das auch Haus der Humanität oder Tempel der Humanität genannt wurde. 1946 erhielten die Ludwigsburger Freimaurer ihre Versammlungsstätte zurück und konnten ihre Arbeit wieder aufnehmen.
Im Jahr 2005 wurde das 150-jährige Stiftungsfest der Loge gefeiert.